# Parábola del náufrago
Parábola del náufrago es una novela de Miguel Delibes publicada en 1969. Se trata de una sátira contra la deshumanización producida por el capitalismo y el comunismo, con ecos de Kafka, Orwell y Ionesco. Jacinto San José es un perito calígrafo que trabaja a las órdenes del todopoderoso don Abdón, "el padre más madre de todos los padres"; cuando aquel se atreve a tomar ciertas iniciativas, es considerado enfermo y trasladado a un lugar de "recuperación".
Es una obra atípica dentro de la producción de Delibes, por su construcción experimental, que llega al límite en los pasajes protagonizados por don Genaro (un funcionario sumiso que se convierte en perro), donde se sustituyen los signos de puntuación por su nombre (coma, punto, paréntesis...). La intención de denunciar el dominio agobiante del Estado y de la burocracia es clara, pero también puede verse como un tributo a la moda literaria del momento (el experimentalismo) o una parodia de la misma. 